# Pjesma Eurovizije 1969.
Eurovizija 1969. je bila 14. Eurovizija održana 29. ožujka 1969. Voditeljica je bila Laurita Valenzuela, a dirigent Augusto Algueró. Ove godine je bio poseban problem, jer su na kraju četiri države imale 18 bodova. Odlučeno je da će pobijediti država koja je dobila najviše najvećih bodova. Pobijedila je Francuska. Zbog te odluke su neke države iduće godine odustale. Austrija se povukla iz natjecanja na dvije godine, a ove godine nisu sudjelovali jer je u Španjolskoj tada bila diktatura.Lihtenštajn se želio natjecati i već je izabrao svog predstavnika, no EBU mu nije dozvolio. Francuska je ovom pobjedom oborila rekord u pobjedama.

## Rezultati
| Broj | Zemlja                 | Jezik       | Pjevač             | Pjesma                             | Pozicija | Bodovi |
| ---- | ---------------------- | ----------- | ------------------ | ---------------------------------- | -------- | ------ |
| 1    | Jugoslavija            | hrvatski    | Ivan & 3M          | "Pozdrav svijetu"                  | 13.      | 5      |
| 2    | Luksemburg             | francuski   | Romuald            | "Catherine"                        | 11.      | 7      |
| 3    | Španjolska             | španjolski  | Salomé             | "Vivo cantando"                    | 1.       | 18     |
| 4    | Monako                 | francuski   | Jean Jacques       | "Maman, Maman"                     | 6.       | 11     |
| 5    | Irska                  | engleski    | Muriel Day         | "The Wages of Love"                | 7.       | 10     |
| 6    | Italija                | talijanski  | Iva Zanicchi       | "Due grosse lacrime bianche"       | 13.      | 5      |
| 7    | Ujedinjeno Kraljevstvo | engleski    | Lulu               | "Boom Bang-a-Bang"                 | 1.       | 18     |
| 8    | Nizozemska             | nizozemski  | Lenny Kuhr         | "De troubadour"                    | 1.       | 18     |
| 9    | Švedska                | švedski     | Tommy Körberg      | "Judy Min Vän"                     | 9.       | 8      |
| 10   | Belgija                | nizozemski  | Louis Neefs        | "Jennifer Jennings"                | 7.       | 10     |
| 11   | Švicarska              | njemački    | Paola Del Medico   | "Bonjour, Bonjour"                 | 5 .      | 13     |
| 12   | Norveška               | norveški    | Kirsti Sparboe     | "Oj, oj, oj, så glad jeg skal bli" | 16.      | 1      |
| 13   | Njemačka               | njemački    | Siw Malmkvist      | "Primaballerina"                   | 9.       | 8      |
| 14   | Francuska              | francuski   | Frida Boccara      | "Un jour, un enfant"               | 1.       | 18     |
| 15   | Portugal               | portugalski | Simone de Oliveira | "Desfolhada portuguesa"            | 15.      | 4      |
| 16   | Finska                 | finski      | Jarkko & Laura     | "Kuin silloin ennen"               | 12.      | 6      |

| Pjesma Eurovizije | Pjesma Eurovizije |
| --- | ----------------- |
| |                   |
| 01956. • 1957. • 1958. • 1959. • 1960. 1961. • 1962. • 1963. • 1964. • 1965. • 1966. • 1967. • 1968. • 1969. • 1970. 1971. • 1972. • 1973. • 1974. • 1975. • 1976. • 1977. • 1978. • 1979. • 1980. 1981. • 1982. • 1983. • 1984. • 1985. • 1986. • 1987. • 1988. • 1989. • 1990. 1991. • 1992. • 1993. • 1994. • 1995. • 1996. • 1997. • 1998. • 1999. • 2000. 2001. • 2002. • 2003. • 2004. • 2005. • 2006. • 2007. • 2008. • 2009. • 2010. 2011. • 2012. • 2013. • 2014. • 2015. • 2016. • 2017. • 2018. • 2019. • 2020. 2021. • 2022. • 2023. • 2024. • 2025. |                   |

| Pjesma Eurovizije | Pjesma Eurovizije |
| --- | ----------------- |
| |                   |
| 01956. • 1957. • 1958. • 1959. • 1960. 1961. • 1962. • 1963. • 1964. • 1965. • 1966. • 1967. • 1968. • 1969. • 1970. 1971. • 1972. • 1973. • 1974. • 1975. • 1976. • 1977. • 1978. • 1979. • 1980. 1981. • 1982. • 1983. • 1984. • 1985. • 1986. • 1987. • 1988. • 1989. • 1990. 1991. • 1992. • 1993. • 1994. • 1995. • 1996. • 1997. • 1998. • 1999. • 2000. 2001. • 2002. • 2003. • 2004. • 2005. • 2006. • 2007. • 2008. • 2009. • 2010. 2011. • 2012. • 2013. • 2014. • 2015. • 2016. • 2017. • 2018. • 2019. • 2020. 2021. • 2022. • 2023. • 2024. • 2025. |                   |